# Потоцкий, Дмитрий Николаевич
Дмитрий Николаевич Потоцкий (1880—1949) — генерал-майор, герой Первой мировой войны, участник Белого движения.

## Биография
Из дворян Полтавской губернии. Сын профессора Михайловской артиллерийской академии, генерал-лейтенанта Николая Платоновича Потоцкого и жены его Екатерины Карловны Шейдеман, дочери генерал-лейтенанта К. Ф. Шейдемана.
В 1893 году поступил в Пажеский корпус, по окончании которого в 1900 году выпущен был хорунжим в лейб-гвардии Казачий полк. Произведен в сотники 6 декабря 1904 года, в подъесаулы — 6 декабря 1908 года. В 1909 году окончил Николаевскую академию Генерального штаба и продолжил службу в гвардии. Произведен в есаулы 26 августа 1912 года, в полковники — 6 апреля 1914 года на вакансию.
В Первую мировую войну вступил в рядах лейб-гвардии Казачьего полка. 8 апреля 1915 года назначен командиром 25-го Донского казачьего полка. Удостоен ордена Св. Георгия 4-й степени
за то, что после удачного для нас боя 4 июля 1915 года в районе м. Крупи двумя сотнями атаковал неприятельский большой обоз, находящийся в 18-ти верстах у м. Медемроде, испросив, в виду важности задачи, разрешение принять на себя лично организацию набега и командование сотнями; овладев штурмом укрепленной мызой Медемроде, изрубил 1½ роты прикрытия, уничтожил обоз и имущество в тылу противника и освободил 568 нижних чинов при 3-х офицерах наших пленных.
 Пожалован Георгиевским оружием
За то, что, будучи командиром 25-го Донского казачьего полка, 4.07.1915 г., в бою у деревни Савноры, он, лично руководя действиями полка, под сильным ружейным огнем и подавая пример лихости и отваги, атаковал в конном строю отходившего противника и, продолжая преследовать, с налета занял фольварки Мусабе и Шаркали, привлекая на себя такой стремительностью действий и успеха огонь противника, чем облегчил задачу 18-го стрелкового полка, который, не неся потерь, знаял господский двор Рудовсе и деревню Подабре.
13 ноября 1915 года назначен командующим 2-й бригадой 4-й Донской казачьей дивизии, а 10 июня 1917 года произведен в генерал-майоры на основании Георгиевского статута, с утверждением в должности. 5 октября 1917 года назначен командиром бригады 7-й Донской казачьей дивизии. 
В начале ноября 1917 прибыл на Дон и был назначен Донским атаманом генералом Калединым командующим Ростовским округом. Руководил казачьим налетом на здание Совета 26 ноября, где убил несколько членов штаба Красной гвардии (Л.Кунда и др.). В декабре 1917 года во время советского восстания в Ростове после четырёхдневного сопротивления и осады в Ростовском вокзале сдался Военно-революционному комитету и был отвезен на вспомогательный крейсер «Колхида» в распоряжение красного матросского отряда, прибывшего из Севастополя. Был обменян на пленных матросов и освобожден. Затем назначен на тыловую должность собирать лошадей и хлеб. В январе 1918 возглавил казачий партизанский отряд, который был разбит отрядом Донского Военно-Революционного комитета под командование Ф. Г. Подтёлкова. Был взят в плен и доставлен в Петроград, где был заключен в Трубецком бастионе Петропавловской крепости. 
Несмотря на откровенную антибольшевистскую борьбу, был освобожден по декрету СНК от 1 мая 1918 в связи с тем, что виновен только в деяниях "политического характера". После этого сбежал на Украин и добрался до занятого немцами Киева, где вскоре командование Добровольческой армии назначило его председателем Комиссии по вопросу о военнопленных. Выехал из Киева в Берлин вместе с германскими оккупационными войсками в конце 1918. Был назначен уполномоченным Общества Красного Креста в Германии. В этом качестве в 1919 помогал отряду князя А. П. Ливена наладить систему пополнения личного состава. Позднее этот отряд влился в состав Северо-Западной армии генерала Н. Н. Юденича. В 1920 по рекомендации генерала П .Н. Шатилова, тогда начальника штаба Русской армии Врангеля, он был назначен военным агентом и представителем Главнокомандующего Русской армии в Королевстве СХС на место ген. Артамонова. В 11.1923 был уволен с занимаемого поста генералом П. Н. Врангелем после участия в рауте, данном председателем болгарского правительства А. Стамболийским, проигнорировав запрет ген. Врангеля.
Затем организовал частное общество «Техпомощь», которое помогало переехать во Францию всем желающим русским эмигрантам, заключая контракты с французскими фирмами. В 1930-х годах переехал во Францию, состоял секретарем Офицерского Общества лейб-казаков (1931). Позднее жил в Алжире, а после Второй мировой войны переехал в США. Умер в 1949 году в Нью-Йорке.

## Награды
- Орден Святого Станислава 3-й ст. с мечами и бантом (ВП 6.12.1910)
- Орден Святого Владимира 4-й ст. с мечами и бантом (ВП 7.03.1915)
- Орден Святого Владимира 3-й ст. с мечами (ВП 26.10.1915)
- Орден Святого Станислава 2-й ст. с мечами (ВП 27.03.1916)
- Орден Святого Георгия 4-й ст. (ВП 25.05.1916)
- Георгиевское оружие (ПАФ 29.05.1917)
- старшинство в чине полковника с 6 апреля 1913 года (ВП 1.12.1916)